# Selwa (Olsztynek)
Selwa (deutsch Sellwa, 1938 bis 1945 Sellwen) ist ein kleines Dorf in der polnischen Woiwodschaft Ermland-Masuren. Es gehört zur Gmina Olsztynek (Stadt- und Landgemeinde Hohenstein i. Ostpr.) im Powiat Olsztyński (Kreis Allenstein).

## Geographische Lage
Selwa liegt südwestlich des Heiligen Sees (polnisch Święte Jezioro) im Südwesten der Woiwodschaft Ermland-Masuren, 37 Kilometer südöstlich der ehemaligen Kreisstadt Osterode in Ostpreußen (polnisch Ostróda) bzw. 27 Kilometer südlich der jetzigen Kreismetropole Olsztyn (deutsch Allenstein).

## Geschichte
Die urkundliche Ersterwähnung von Selwa (nach 1820: Sellwa) findet sich im Jahre 1776. Ein paar kleine Gehöfte bildeten den Ort.
Die Landgemeinde Sellwa kam 1874 zum neu errichteten Amtsbezirk Kurken (polnisch Kurki) im Kreis Osterode in Ostpreußen. Im Jahre 1910 zählte das Dorf 37 Einwohner, im Jahre 1933 waren es 36.
Aus politisch-ideologischen Gründen der Abwehr fremdländisch klingender Ortsnamen wurde Sellwa am 3. Juni – amtlich bestätigt am 16. Juli – 1938 in „Sellwen“ umbenannt. Die Zahl der Einwohner belief sich 1939 auf 42.
Mit dem gesamten südlichen Ostpreußen wurde Sellwen 1945 in Kriegsfolge an Polen abgetreten. Das Dorf erhielt die polnische Namensform „Selwa“ und ist heute – zugeordnet dem Schulzenamt (polnisch Sołectwo) Swaderki (Schwedrich) – eine Ortschaft innerhalb der Stadt- und Landgemeinde Olsztynek (Hohenstein i. Ostpr.) im Powiat Olsztyński (Kreis Allenstein), bis 1998 der Woiwodschaft Olsztyn, seither der Woiwodschaft Ermland-Masuren mit Sitz in der Kreis- und Woiwodschaftshauptstadt Olsztyn (Allenstein) zugehörig.

## Kirche
Bis 1945 war Sellwa resp. Sellwen in die evangelische Kirche Kurken in der Kirchenprovinz Ostpreußen der Kirche der Altpreußischen Union, außerdem in die römisch-katholische Kirche Hohenstein i. Ostpr. eingepfarrt.
Heute gehört Selwa zur evangelischen Kirchengemeinde Olsztynek, einer Filialgemeinde der Pfarrei Olsztyn in der Diözese Masuren der Evangelisch-Augsburgischen Kirche in Polen, außerdem zur katholischen im Erzbistum Ermland gelegenen Pfarrei Orzechowo (Nußtal) mit der Filialkirche St. Maximilian Kolbe in Kurki (Kurken).

## Verkehr
Selwa liegt an der verkehrstechnisch bedeutenden Landesstraße 58, die von Olsztynek (Hohenstein i. Ostpr.) über Szczytno (Ortelsburg) und Pisz (Johannisburg) bis nach Szczuczyn in der Woiwodschaft Masowien führt. Vom Nachbarort Brzeźno Łyńskie (Persing) führt eine Nebenstraße nach Selwa.
Eine Anbindung an den Bahnverkehr besteht nicht.